# 豊田市民の誓いのうた
「豊田市民の誓いのうた」（とよたしみんのちかいのうた）は、日本の愛知県豊田市で2018年（平成30年）に作成された憲章歌である。歌詞は1978年（昭和53年）3月に採択された市民憲章「豊田市民の誓い」の条文に拠る。作曲は若渚。

## 解説

### 前史
豊田市の前身に当たる西加茂郡挙母町（ころもちょう）では野口雨情の作詞、藤井清水の作曲による町民音頭「挙母音頭」や新民謡「挙母小唄」が作成されていた。挙母町が1951年（昭和26年）に挙母市として市制施行したのち、1958年（昭和33年）には西條八十を審査委員に迎えて挙母市歌制定委員会を立ち上げ8月に「挙母音頭」および「挙母小唄」（いずれも戦前の楽曲とは同名異曲）を選定したが、翌年より市内に本社を置くトヨタ自動車から採った「豊田市」へ市名を変更したことに伴いこの2曲は事実上の立ち消えとなってしまった。
1970年（昭和45年）9月、改めて服部龍太郎を審査委員に迎えて市名変更前に作成した2曲に代わる市民音頭「豊田音頭」と新民謡「豊田小唄」が選定され、三沢あけみの歌唱でメッカレコード・パックがシングル盤（規格品番：MXA-1013）を製造したものの、恒常的な市歌は作成されないまま現在に至っている。全国の中核市において市歌を制定していない自治体は豊田市の他に、1952年（昭和27年）制定の「富山市民の歌」が2005年（平成17年）の新設合併で失効・廃止扱いとなった富山市のみであった。

### 豊田市民の誓い
条文が「誓いのうた」の原詞に採られている豊田市の市民憲章「豊田市民の誓い」は豊田市が近隣町村を合併して市域を拡大したこと、並びに自動車産業の成長に合わせて市内への転入者が増加し、新たなコミュニティ形成の意識が生じたことを受けて1978年（昭和53年）3月に採択された。
「市民の誓い」採択後は市内の行事や会合での唱和が推奨され、1999年（平成11年）には市民憲章運動推進第34回全国大会が豊田市で開催されている。

### 「誓いのうた」作成
2018年（平成30年）3月4日に「市民の誓い」採択40周年を記念してシンポジウムが開催され、その席上で市内を拠点に活動し「全盲の歌姫」として知られるシンガーソングライターの若渚が条文に旋律を付けた「豊田市民の誓いのうた」が発表された。
豊田市の公式サイト上に「誓いのうた」の紹介は掲載されていないが、市のYouTubeチャンネルでは2019年（平成31年）4月より「誓いのうた」をBGMに使用した「豊田市民の誓いのうた体操」の動画を公開している。作曲者の若渚は「誓いのうた」作成やローカルタレントとしての活動を評価され、2020年（令和2年）度の豊田文化新人賞を受賞した。